# Liga das Nações de Voleibol Masculino
A Liga das Nações de Voleibol Masculino é uma competição internacional de voleibol disputada pelas seleções masculinas filiadas a Federação Internacional de Voleibol (FIVB), órgão governamental global do esporte. O primeiro torneio iniciou-se em maio de 2018, com a fase final sediada em Lille, na França, disputada em julho do mesmo ano.
A criação do torneio foi anunciada em outubro de 2017 em um projeto conjunto entre a FIVB, a IMG e 21 federações nacionais. A Liga das Nações substituiu a Liga Mundial, evento internacional anual masculino que decorreu entre 1990 e 2017.
O torneio correspondente para as seleções femininas é a Liga das Nações de Voleibol Feminino, competição que substituiu o Grand Prix.

## História

### Origens
Em junho de 2017, a mídia especializada passou a informar que a FIVB mudaria drasticamente o formato da Liga Mundial e do Grand Prix para 2018. De acordo com as informações de momento, a partir de 2018, a Liga Mundial e o Grand Prix voltariam a ter apenas uma divisão (e não mais três) com a participação de 16 seleções nacionais.
Em outubro de 2017, a FIVB anunciou, por meio de um comunicado à imprensa, a criação da Liga das Nações de Voleibol masculino e feminino, confirmando os torneios como substitutos da Liga Mundial e do Grand Prix.
Em um comunicado de imprensa, a criação do novo torneio seria para revolucionar as competições de voleibol, tornando-se um dos mais importantes eventos da história da modalidade, apresentando o voleibol de uma forma nunca vista antes, aproveitando as ações inovadoras colocadas em prática durante os Jogos Olímpicos Rio 2016 e aproximando a interação com os fãs ao redor do mundo. Ao se aproveitar das inovações tecnológicas, como as transmissões digitais, os espectadores testemunhariam novos e diversos ângulos, mostrando a capacidade atlética de classe mundial dos melhores jogadores de cada nação.
Pela primeira vez, a FIVB, em colaboração com a empresa de marketing esportivo IMG, assumiria o controle total da produção de conteúdo, maximizando a qualidade e promovendo uma narrativa convincente na quadra, mais fácil para os fãs se envolverem e entenderem.

## Formato da competição

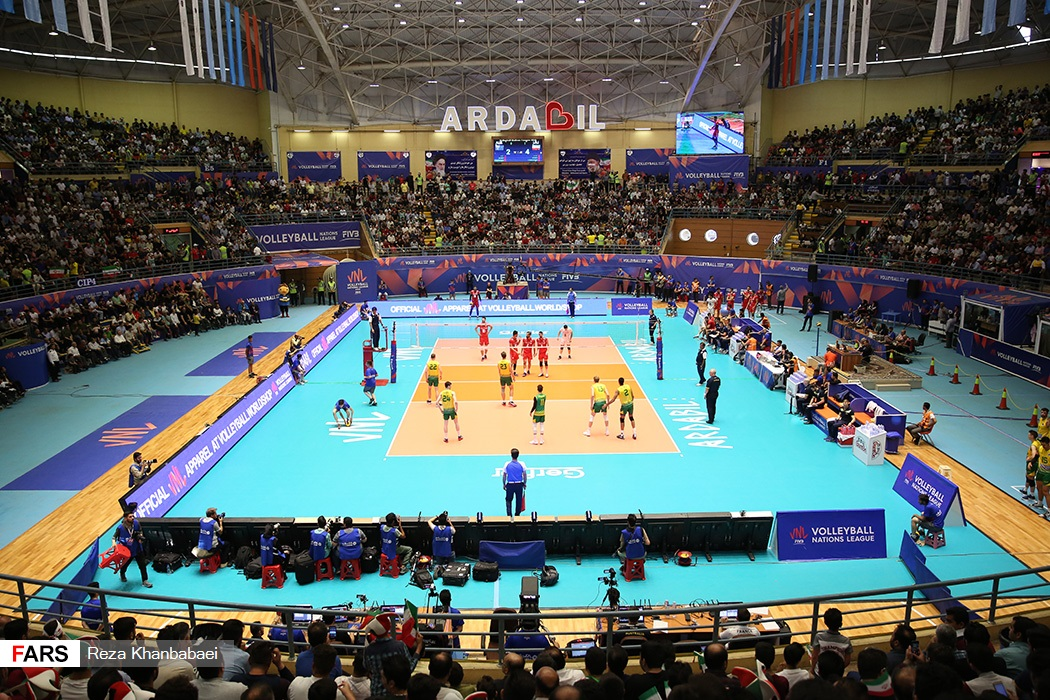
Partida entre Irã e Brasil na Liga das Nações de 2019

Como na antiga Liga Mundial, a competição é dividida em duas fases, embora com algumas mudanças na fórmula da competição, o formato segue a mesma característica: uma fase preliminar, com um sistema de cidades-sede rotativas, e uma rodada final disputada em uma cidade-sede pré-selecionada.
A fase preliminar é disputada durante cinco semanas, contra as três da Liga Mundial. A cada semana, as equipes participantes são organizadas em grupos de quatro e cada equipe joga uma partida contra todas as outras equipes do seu grupo. Todos os jogos de cada grupo acontecem ao longo de um final de semana e numa mesma cidade.
Quando todas as partidas da fase preliminar forem disputadas, as cinco primeiras equipes da classificação geral se classificam para a fase final e as demais são eliminadas. A nação anfitriã da fase final se qualifica automaticamente. As seis equipes qualificadas jogam em dois grupos de três equipes se enfrentando dentro dos grupos. As duas melhores equipes de cada grupo se classificam para as semifinais. As primeiras equipes classificadas jogam contra as segundas equipes classificadas nesta rodada. Os vencedores das semifinais avançam para competir pelo título da Liga das Nações.
A partir da edição de 2022, o mata-mata passou a iniciar a partir das quartas de final, com as sete equipes bem colocadas, mais o país-sede que se qualifica automaticamente.
Inicialmente, dezesseis seleções nacionais competem no torneio; sendo que 12 equipes principais estão sempre qualificadas para o torneio. O rebaixamento levava em consideração as equipes desafiantes, com a última delas sendo substituída pela vencedora da Challenger Cup, se classificando para a próxima edição da Liga das Nações como uma equipe desafiante.
Em 13 de fevereiro de 2024, foi anunciada uma ampliação no torneio, que passa a ser formada por 18 participantes a partir de 2025. Como forma de consolidar as mudanças, o rebaixamento de uma equipe desafiante à Challenger Cup foi suspenso na edição de 2024, a última com o formato adotado desde a primeira edição. Além disso, os conceitos de equipes obrigatórias e desafiantes deixam de existir e o vencedor da Challenger Cup de 2024 é qualificado junto com a seleção bem colocada no ranking da FIVB que nunca participou da Liga das Nações. Outra mudança é que agora, todas as equipes são sucintas ao rebaixamento, com a seleção apresentando o pior desempenho sendo substituída por um time bem colocado no ranking.

## Challenger Cup
Até 2024, a Challenger Cup de Voleibol Masculino era disputada por seleções nacionais concomitantemente a Liga das Nações, sendo composta pela equipe rebaixada desta competição mais equipes selecionadas por cada confederação através do ranking mundial:
| Confederação                                 | Vagas |
| -------------------------------------------- | ----- |
| País-sede                                    | 1     |
| AVC (Ásia)                                   | 1     |
| CAVB (África)                                | 1     |
| CSV (América do Sul)                         | 1     |
| NORCECA (América do Norte, Central e Caribe) | 1     |
| CEV (Europa)                                 | 2     |
| Rebaixada da Liga das Nações                 | 1     |
| Total                                        | 8     |

A Challenger Cup era realizada após as finais da Liga das Nações e o vencedor ganhava o direito de participar da Liga das Nações do ano seguinte como uma equipe desafiante.

## Aparições
| Equipe         | Fase preliminar | Fase preliminar | Fase preliminar | Fase final | Fase final | Fase final |
| Equipe         | Ap.             | Primeira        | Última          | Ap.        | Primeira   | Última     |
| -------------- | --------------- | --------------- | --------------- | ---------- | ---------- | ---------- |
| Alemanha       | 7               | 2018            | 2025            | –          | –          | –          |
| Argentina      | 7               | 2018            | 2025            | 2          | 2023       | 2024       |
| Austrália      | 4               | 2018            | 2022            | –          | –          | –          |
| Brasil         | 7               | 2018            | 2025            | 7          | 2018       | 2025       |
| Bulgária       | 7               | 2018            | 2025            | –          | –          | –          |
| Canadá         | 7               | 2018            | 2025            | 1          | 2024       | 2024       |
| China          | 5               | 2018            | 2025            | 1          | 2025       | 2025       |
| Coreia do Sul  | 1               | 2018            | 2018            | –          | –          | –          |
| Cuba           | 3               | 2023            | 2025            | 1          | 2025       | 2025       |
| Eslovênia      | 5               | 2021            | 2025            | 4          | 2021       | 2025       |
| Estados Unidos | 7               | 2018            | 2025            | 4          | 2018       | 2023       |
| França         | 7               | 2018            | 2025            | 7          | 2018       | 2025       |
| Irã            | 7               | 2018            | 2025            | 2          | 2019       | 2022       |
| Itália         | 7               | 2018            | 2025            | 4          | 2022       | 2025       |
| Japão          | 7               | 2018            | 2025            | 4          | 2022       | 2025       |
| Países Baixos  | 5               | 2021            | 2025            | 1          | 2022       | 2022       |
| Polônia        | 7               | 2018            | 2025            | 7          | 2018       | 2025       |
| Portugal       | 1               | 2019            | 2019            | –          | –          | –          |
| Rússia         | 3               | 2018            | 2021            | 2          | 2018       | 2019       |
| Sérvia         | 7               | 2018            | 2025            | 1          | 2018       | 2018       |
| Turquia        | 2               | 2024            | 2025            | –          | –          | –          |
| Ucrânia        | 1               | 2025            | 2025            | –          | –          | –          |

## Quadro de medalhas
| Ordem | País           | Medalha de ouro | Medalha de prata | Medalha de bronze |   |
| ----- | -------------- | --------------- | ---------------- | ----------------- | - |
| 1     | Polônia        | 2               | 1                | 3                 | 6 |
| 2     | França         | 2               | 1                | 1                 | 4 |
| 3     | Rússia         | 2               | 0                | 0                 | 2 |
| 4     | Brasil         | 1               | 0                | 1                 | 2 |
| 5     | Estados Unidos | 0               | 3                | 1                 | 4 |
| 6     | Japão          | 0               | 1                | 1                 | 2 |
| 7     | Itália         | 0               | 1                | 0                 | 1 |

## MVPspor edição
- 2018 – RUS Maxim Mikhaylov
- 2019 – USA Matthew Anderson
- 2021 – BRA Wallace de Souza e POL Bartosz Kurek
- 2022 – FRA Earvin N'Gapeth
- 2023 – POL Paweł Zatorski
- 2024 – FRA Antoine Brizard
- 2025 – POL Jakub Kochanowski